# Rete tranviaria di Nantes (1879-1958)
L'antica rete tranviaria di Nantes era costituita da un insieme di linee in esercizio nella città di Nantes. È esistita tra il 1879, quando è stata messa in servizio la prima linea, e il 1958, quando la rete è stata definitivamente chiusa.
Nantes è stata la prima città francese a dotarsi di una rete tranviaria a trazione meccanica, mentre le altre reti erano costituite da tram a trazione equina. I primi tram di Nantes funzionavano ad aria compressa e la rete fu gradualmente elettrificata a partire dal 1913.

## Storia

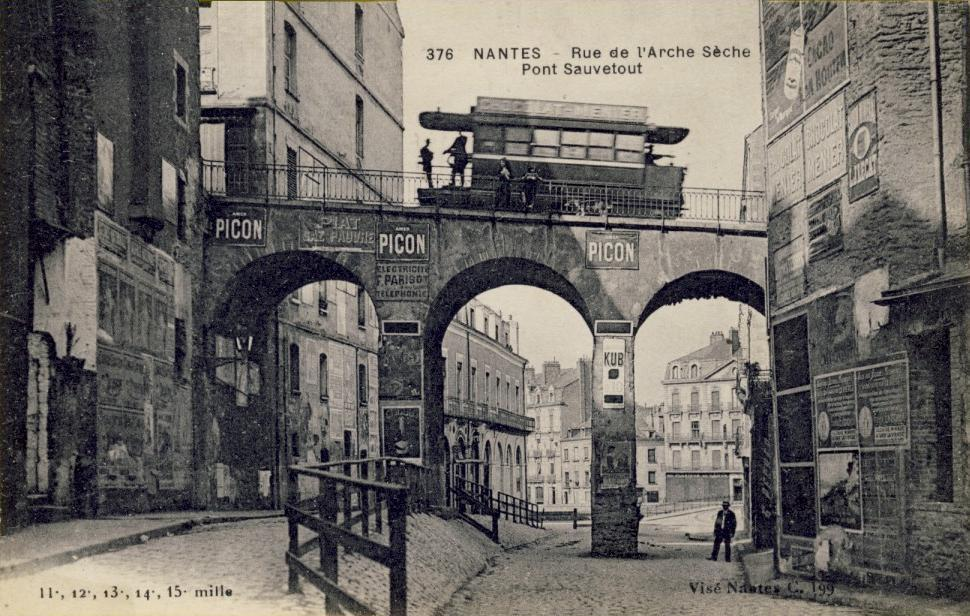
Tram ad aria compressa nel 1910

Nel 1875 il sindaco di Nantes decise di dotare la città di una moderna ed efficiente rete di trasporti, optando per un sistema tranviario che utilizzi l'aria compressa, il cui promotore era l'ingegnere Louis Mékarski: il 7 novembre 1876 cominciarono i lavori di costruzione della prima linea che partiva da Doulon fino a raggiungere la stazione marittima lungo la Loira, passando per la centrale piazza del Commercio; nel stesso periodo venne inoltre fondata la società che si occuperà della gestione della tranvia, chiamata Compagnie des tramways de Nantes (CTN). La prima linea fu inaugurata il 12 febbraio 1879, della lunghezza di circa sei chilometri, facendo diventare Nantes la prima città al mondo ad utilizzare l'aria compressa nei trasporti: la flotta comprendeva ventidue tram, due locomotive e quattro rimorchi. Nel 1889, dopo settant'anni di attività, tutti gli autobus a cavallo, voluti da Stanislas Baudry, furono soppressi. Nel corso degli anni numerose furono le nuove linee inaugurate e nel 1905 la città possedeva una rete di circa venticinque chilometri; nel 1910 furono introdotte le fermate, in quanto fino a quel momento il passeggero poteva salire e scendere dal tram a proprio piacimento, causando notevoli disagi e ritardi.

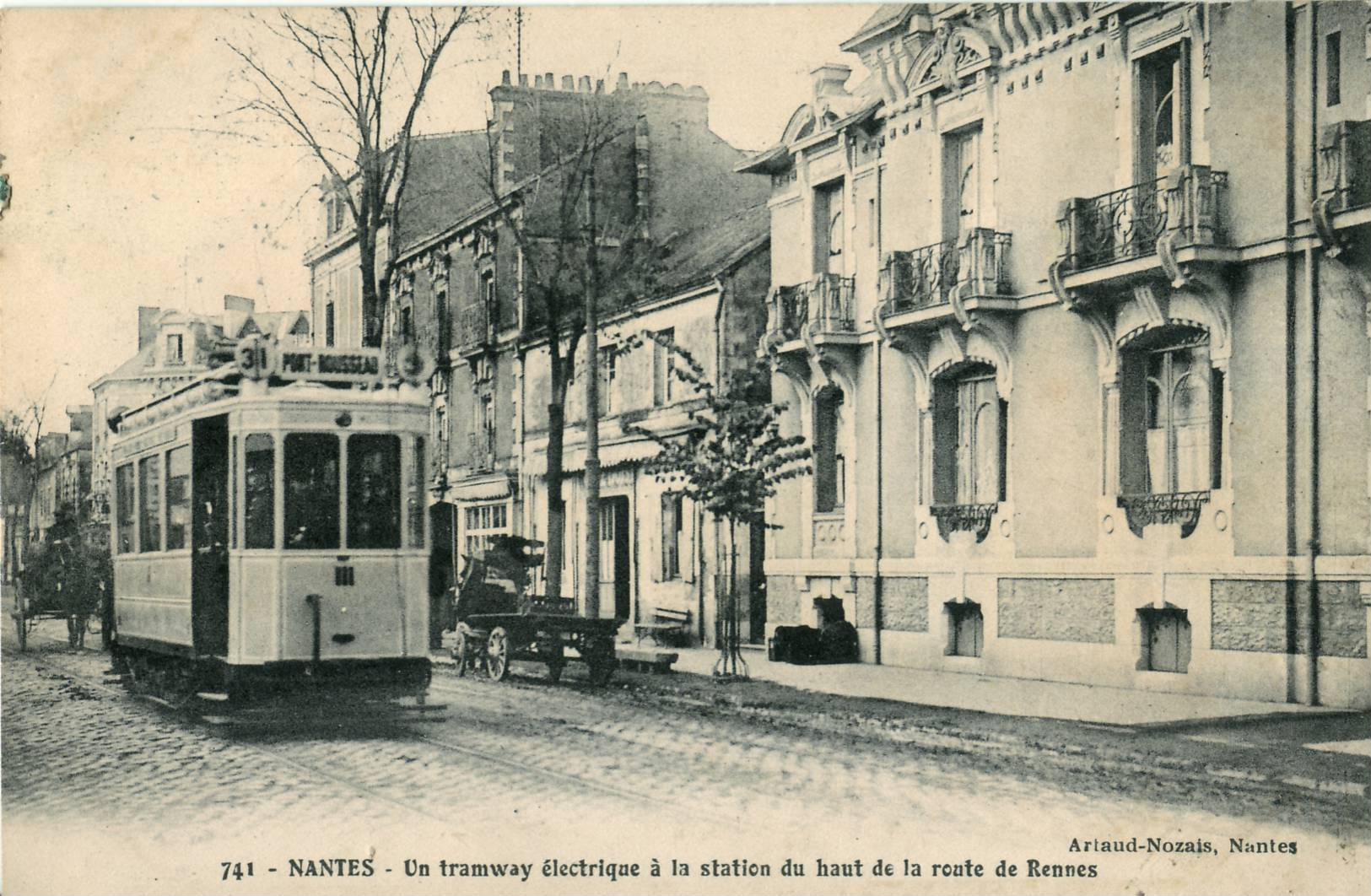
Tram elettrico alla stazione in cima alla Route de Rennes

Il 5 maggio 1911, quando la rete aveva raggiunto un'estensione di trentanove chilometri, con circa dodici milioni di passeggeri trasportati all'anno, il sindaco Paul Bellamy annunciò il passaggio alla trazione elettrica: i novantaquattro veicoli che erano in servizio furono sostituiti a partire dal 1913 con il nuovo materiale elettrico ed i nuovi tram, grazie alla loro colorazione in giallo, furono chiamati Péril jaune. Nel 1917, l'ultimo tram ad aria compressa fu dismesso, mentre nel 1919, appena terminata la prima guerra mondiale, i lavori di elettrificazione furono totalmente completati. Nel 1932 la rete tranviaria raggiunse il culmine della sua estensione, contando venti linee. A causa della seconda guerra mondiale la rete subì notevoli danni ed il comune non ritenne opportuno ricostruire le parti danneggiate, sostituendo i tram con gli autobus. Nel 1949 fu presa la decisione di eliminare definitivamente la tranvia: l'ultima corsa risale al fino al 25 gennaio 1958 e la definitiva chiusura fu anche oggetto di un reportage televisivo.

### Ripristino
Il tram è tornato a percorrere le strade della città solo nel 1985, quando fu inaugurata l'attuale rete tranviaria di Nantes.

## Rete

Una mappa animata che mostra lo sviluppo dell'infrastruttura ferroviaria nell'agglomerato di Nantes, comprese le linee tranviarie passate e presenti, dal 1875 a oggi.

Fino al 1910, la rete non aveva orari prestabiliti o fermate fisse, e i tram circolavano continuamente da un capolinea all'altro, con gli utenti sul marciapiede che dovevano salutare per far fermare il tram.
Fino alla chiusura della rete, avvenuta nel 1958, il servizio era garantito su percorsi specifici, identificati da numeri. Il percorso da Doulon a Chantenay, per esempio, era il 2, mentre il percorso dalla Gare d'Orléans alla Gare de l'État era il 4. I numeri non erano necessariamente consecutivi e alcuni non furono mai utilizzati. Inoltre, a volte le linee venivano eliminate o sostituite da altre, a seconda delle esigenze e dei vincoli. Nel 1938, ad esempio, le linee 26 (Michelet-Place Lechat) e 34 (Rennes-Gare État) furono sostituite dalle linee 23 (Rennes-Place Lechat) e 54 (Michelet-Gare État), per invertire i capolinea delle due linee.

### Evoluzione sinottica della rete

La rete nel 1936
La rete nel 1943
La rete nel 1956

Rete tranviaria al 1936Nel 1936, al suo apice, la rete comprendeva 13 linee diverse:
- 2 Doulon ↔ Chantenay
- 4 Gare d'Orléans ↔ Gare de l'État
- 11 Saint-Joseph ↔ Zola
- 12 Paris-Ceinture ↔ Zola
- 21 Dalby ↔ Liberté
- 26 Michelet/Rennes ↔ Lechat
- 31 Pont-du-Cens ↔ Trois-Moulins
- 31bis Pont-du-Cens ↔ Pont-Rousseau
- 33 Rennes ↔ Pirmil
- 41 Vannes ↔ Lion-d'Or
- 42 Longchamp ↔ Sèvres
- 51 Morrhonnière ↔ Monselet
- 52 Morrhonnière ↔ Monselet

Rete tranviaria al 1943Nel 1943, in seguito ai bombardamenti alleati che distrussero parte del centro città, la rete fu parzialmente ridotta. Le linee che percorrono Rue du Calvaire, Quai de la Fosse e Place Royale furono messe fuori servizio:
- 2 Dalby ↔ Commerce
- 11 Zola ↔ Delorme
- 14 Saint-Joseph ↔ Trois-Moulins
- 16 Paris-Ceinture ↔ Pirmil
- 21 Liberté ↔ Delorme
- 22 Lechat ↔ Delorme
- 24 Gare de Doulon ↔ Hôtel-de-Ville
- 31bis Pont-du-Cens ↔ Pont-Rousseau
- 33 Rennes ↔ Pirmil
- 41 Vannes ↔ Lion-d'Or
- 42 Longchamp ↔ Sèvres
- 51 Morrhonnière ↔ Monselet
- 52 Morrhonnière ↔ Monselet

Rete tranviaria al 1956Nel 1956, poco prima della chiusura definitiva, la rete era composta da due sole linee. Il 25 gennaio 1958, ultimo giorno di esercizio della rete, il 13, tra Saint-Joseph e Pont-du-Cens, fu l'ultima a circolare. Tutte le linee tranviarie furono sostituite da autobus. Nel 1956, i collegamenti est-ovest tra Doulon e la stazione, da un lato, e Chantenay, Zola e Lechat, dall'altro, furono presi in carico dalle linee di autobus C, L e R, mentre l'asse principale, tra Vannes e Sud-Loire, fu preso in carico dagli autobus G ed E. Le linee di autobus M, V e W hanno rilevato i percorsi che collegano il centro a Morrhonnière e Canclaux/Liberté, mentre la linea P collega Monselet a Rezé.
- 13 Saint-Joseph ↔ Pont-du-Cens
- 14 Paris ↔ Morrhonnière

## Materiale rotabile
La vecchia rete di Nantes utilizzava due modelli di tram. Il primo modello, le motrici ad aria compressa Mékarski, furono messe in servizio all'inaugurazione della prima linea nel 1879 e furono ritirate dalla circolazione dopo l'elettrificazione della rete nel 1913. La società tranviaria ordinò quindi nuove motrici elettriche, che furono utilizzate fino alla chiusura definitiva della rete nel 1958.
| Serie    | Dimensione                                                | Costruzione | Radiazione | Alimentazione     | Note | Immagine |
| -------- | --------------------------------------------------------- | ----------- | ---------- | ----------------- | ---- | -------- |
| Mekarski | - Lunghezza: 6,95 m - Larghezza: 2,22 m - Altezza: 3,48 m | 1879        | 1917       | ad aria compressa |      |          |
| 1913     | - Lunghezza: 9,65 m - Larghezza: 2,04 m - Altezza: 3,5 m  | ?           | 1958       | elettrica         |      |          |